# بادپر تندرنگ بزرگ
بادپر تُندرنگ بزرگ (نام علمی: Cymothoe hypatha) نام یک گونه از سرده پروانه‌های بادپر است.